# Хобсон (Монтана)
Хобсон (енгл. Hobson) град је у америчкој савезној држави Монтана.

## Демографија
По попису из 2010. године број становника је 215, што је 29 (-11,9%) становника мање него 2000. године.
| Група             | 2000.       | 2010.       |
| Белци             | 241 (98,8%) | 210 (97,7%) |
| Афроамериканци    | 0 (0,0%)    | 0 (0,0%)    |
| Азијати           | 0 (0,0%)    | 0 (0,0%)    |
| Хиспаноамериканци | 1 (0,4%)    | 1 (0,5%)    |
| Укупно            | 244         | 215         |